# Trichosurus arnhemensis
Trichosurus arnhemensis là một loài động vật có vú trong họ Phalangeridae, bộ Hai răng cửa. Loài này được Collett mô tả năm 1897. Đây là một loài thú có túi sống về đêm ở miền bắc Australia.
Là loài sống về đêm trong tự nhiên và do đó kiếm ăn giữa bình minh và hoàng hôn. Chúng là những sinh vật lãnh thổ và có thể được tìm thấy một mình hoặc trong các nhóm gia đình.
Bộ lông của có màu xám, với lớp lông trắng và da hồng. Chúng có thể dài tới 55 cm, không bao gồm đuôi và có kích thước bằng một con mèo nhỏ. Không giống như họ hàng của nó và mặc dù tên của nó gợi ý, loài này không có đuôi rậm rạp.

## Hình ảnh

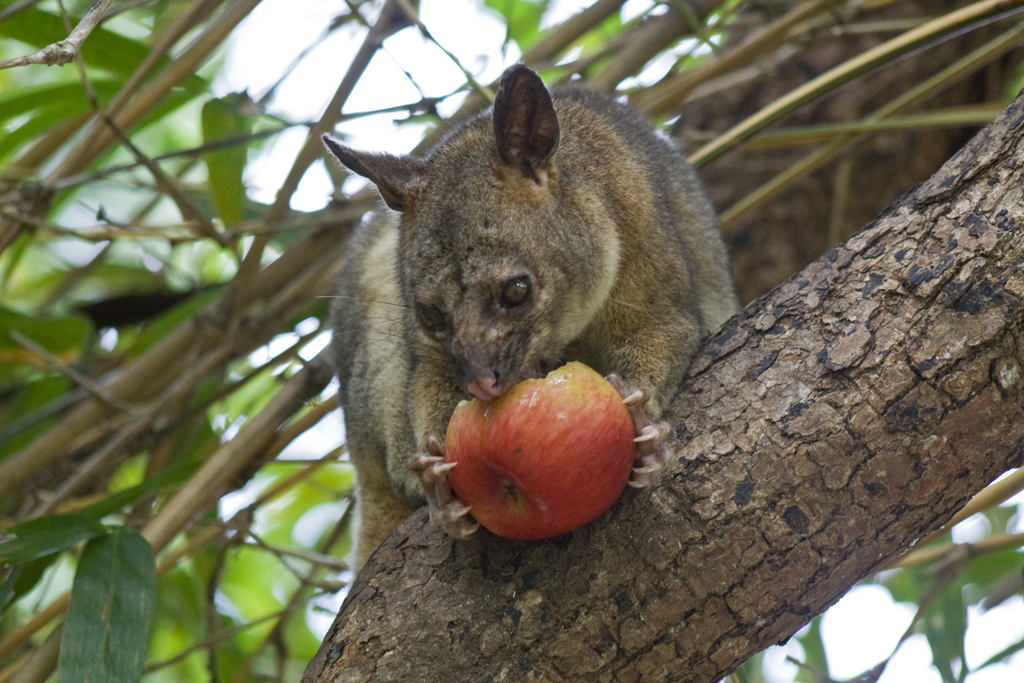
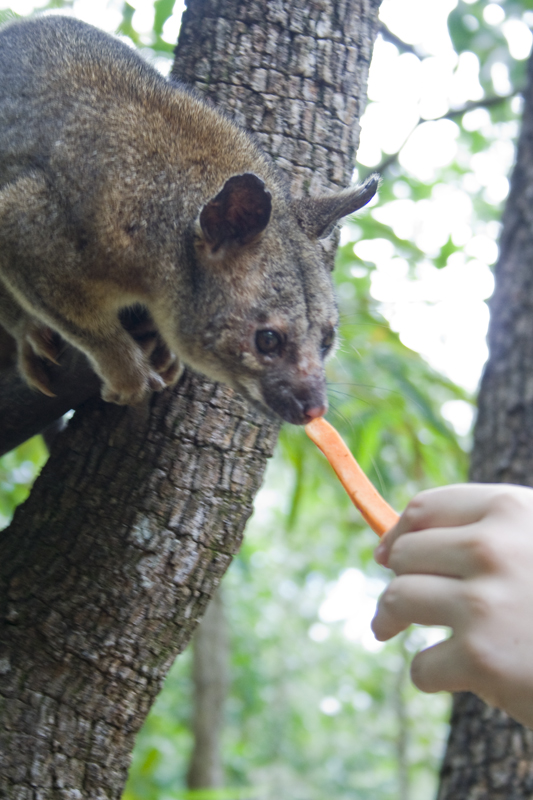